# María Xosé Agra Romero
María Xosé Agra Romero (11 de febrer de 1956, Santiago de Compostel·la) és una filòsofa gallega especialista en filosofia política i teoria crítica feminista. És catedràtica emèrita de la Facultat de Filosofia de la Universidad de Santiago de Compostel·la; coordina la Comissió d'Igualtat i és membre del Plenari del Consell de la Cultura Gallega.

## Trajectòria
El Consell de Cultura Gallega ha escrit sobre ella: 
Des de l'Escola de Dona Isaura, on va començar els seus estudis, fins a la universitat, on va formar part de la primera promoció de Filosofia i les aventures de la facultat fins que es va jubilar per decisió pròpia, es va mostrar incòmoda amb les normes i les formes de govern i desgovern. Salta per moure els marcs. Juga a futbol, revoluciona des del teatre o en activismes clandestins del passat i dels feminismes contemporanis. Amb aquest esperit transformador com a bandera, no pot sorprendre que arribés a la filosofia política i que, sense perdre de vista la noció i el valor de la justícia, s'enfronti a l'oblit secular de les dones i de les seves produccions, i participi activament en la recuperació de referents i referències que les tornin el seu lloc.
Doctora en Filosofia i professora de Filosofia moral i política de la Universitat de Santiago de Compostel·la, treballa en filosofia política, teories de justícia i teoria crítica feminista. Des de 2007 és Catedràtica de Filosofia Moral i Política de la Universitat de Santiago de Compostel·la. Ha estat coordinadora del Grup de Recerca "Xustiza i Igualdade" de la USC i membre del Centre de Recerques Feministes d'Estudis de Gènere (CIFEX) de la Universitat de Santiago de Compostel·la.
Va formar part de la primera promoció de llicenciats en Filosofia de la Universitat de Santiago de Compostel·la que s'inicià el 1973-74. El 1981 presentà una tesi de llicenciatura sobre la Fundamentación empírica de la filosofia moral de G. J. Geoffrey Warnock i el 1984 la seva tesi de doctorat, J. Rawls: el sentido de justicia en una sociedad democrática, dirigida per el Dr. José Montoya, publicada l'any següent a Santiago de Compostela: Servizo de Publicacións da USC, 1985.
Ha estat molt activa en l’establiment d’intercanvis filosòfics i culturals amb diverses institucions de Galícia i altres llocs nacionals i internacionals. Va participar en els congresos de la Universitat Autònoma Metropolitana de Mèxic, que van ser la base per a la creació de la Revista Internacional de Filosofia Política, publicada per primera vegada l’any 1993. A principis del segle XXI col·laborà amb l’Institut de Filosofia del Consell Superior d’Investigacions Científiques (CSIC) de Madrid, amb el Grup de Filosofia i Gènere de Catalunya, fundat per Fina Birulés i Rosa Rius a la Universitat de Barcelona i fou profesora en el màster i el doctorat de Ciutadania i Drets Humans d’aquesta universitat. També impartí cursos de periodicitat bianual a la Universitat do Minho.
El 2005 va fer una estada de recerca a la London School of Economics and Political Science amb Anne Phillips, una filòsofa marxista feminista. La seva investigació es va presentar per optar a una cátedra universitària de Santiago de Compostela, cosa que va aconseguir el 2006 i es va fer efectiva el 2007.
Ha investigat sobre la vulnerabilitat humana, la justícia i  la igualtat. Ha treballat sobre autores com Okin, Iris Marion Young, Adriana Cavarero, Judith Butler o Shklar, que l'ajuden a reflexionar sobre la complexitat de les arrels dels desequilibris de la nostra societat.
En Oblidar a Clitemnestra? Sobre justícia i igualtat (2016) aquesta filòsofa realitza una anàlisi exhaustiva de les complexes relacions en el món contemporani entre justícia i igualtat, des d'un punt de vista que l'autora considera privilegiat, la crítica feminista.

## Publicacions

### Llibres
- Nosotros, sin patria. Amb Ursula Hirschmann, Bellaterra, 2019.  978-84-7290-932-8.
- ¿Olvidar a Clitemnestra? Sobre justicia e igualdad. Santiago de Compostela: USE Editora, 2016.
- Cara a unha poética feminista. Homenaxe a María Xosé Queizán (2011) ISBN 978-84-9914-232-6
- En torno a la justicia. Amb Luis G. Soto, Cristina Caruncho Michinel. 1999.
- Feminismo y filosofía. Amb Celia Amorós (ed.), Madrid: Ed. Síntesis, 2000. SBN 9788477387282.[7]
- Ecología y feminismo (1998) ISBN 978-84-8151-578-7.
- Corpo de muller: discurso, poder, cultura. Obra col·lectiva. (1997) ISBN 978-84-87847-87-5
- J. Rawls: el sentido de justicia en una sociedad democrática, Santiago de Compostela: Servizo de Publicacións da USC, 1985.[4] ISBN 978-84-7191-352-4

### Articles
- (amb Concha Varela-Orol) Heredada, comprada, regalada: la biblioteca ‘propia’ de Emilia Pardo Bazán, Agora: papeles de filosofía,  0211-6642, Vol. 43, Nº 2, 2024, p. 1-29.
- Encrucilladas da vulnerabilidade, Grial. Revista Galega de Cultura, 231 (2021), 150-153.[8]
- Sin perder el rastro: pensando políticamente la igualdad, Las Torres de Lucca: revista internacional de filosofía política,  2255-3827, Vol. 9, Nº. 17 (Julio-diciembre), 2020 (Exemplar dedicat a: Teoria política feminista: tensions, dilemes i debats), p. 19-42.
- Vulnerabilidad e injusticia estructural: a propósito de la ‘penuria’ de la vivienda . En Paleo Mosquera, Natalia; Nogueira López, Alba (coord.): Políticas y derecho a la vivienda: gente sin casa y casas sin gente, México: Tirant lo Blanch, 2020, p. 53-76.[9]
- (amb Yolanda Martínez Suárez) Nuevos sujetos, nuevas narrativas: la Naturaleza y el Pueblo de Sarayaku, Eikasía: revista de filosofía,  1885-5679, Nº. 89, 2019 (Exemplar dedicat a: Narratives de crisis i nous subjectes), p. 231-264.
- Del sexo y del género: epistemología  y política, Anuario de la Sociedad Española de Literatura General y Comparada,  0210-7287, Nº 7, 2017 (Exemplar dedicat a: Comparant els intraduïbles), p. 87-10.[10]

- Pensadores d'Europa, (traducció al català d'Helga Jorba), L'Espill,  0210-587X, Nº. 56, 2017, p. 27-46.
- Construcciones sociales vinculadas a la violencia de género. En Violencia de género y justicia / coord. por Cristina Alonso Salgado; Raquel Castillejo Manzanares (dir.), Servizo de Publicacións e Intercambio Científico Universidade de Santiago de Compostela, 2013, ISBN 978-84-15876-01-4, p. 31-43.
- Con armas, como armas: la violencia de las mujeres, Isegoría, 2012, 46, p. 49–74. https://doi.org/10.3989/isegoria.2012.046.02
- Ciudadanía, feminismo y globalización, DIRITOS FUNDAMENTAIS  & JUSTIÇA Nº 2 – JAN./MAR. 2008, p. 48-62. https://app.amanote.com/v4.3.12/research/note-taking?resourceId=TZS12HMBKQvf0BhiWrJ_ També a[11]
- Ciudadanía: ¿Un asunto de familia? Isegoría, 2008, 38, p. 139–154. https://doi.org/10.3989/isegoria.2008.i38.408